# Direcció General de Política de Defensa
La Direcció General de Política de Defensa (DIGENPOL) és un òrgan directiu d'Espanya que depèn de la Secretaria General de Política de Defensa (SEGENPOL), del Ministeri de Defensa. Li correspon la planificació i el desenvolupament de la política de defensa. A aquests efectes, depenen funcionalment d'aquesta direcció general els òrgans competents en les citades matèries de les Forces Armades i dels organismes autònoms del departament.

## Estructura
De la Direcció general de Política de Defensa depenen les següents unitats:
- La Subdirecció General de Coordinació de Planes i Defensa Civil
- Subdirecció General d'Assumptes Internacionals
- Secció espanyola del Comité Permanent Hispano-nord-americàRelacions Internacionals.
- Institut Espanyol d'Estudis Estratègics

## Funcions
Les funcions de la Direcció general de Política de Defensa estan assenyalades en l'articulo 16 del Reial decret 998/2017:
- Seguir i valorar el desenvolupament de la situació internacional en l'àmbit de la política de seguretat i defensa, especialment en zones de crisis i altres àrees d'interès.
- Elaborar les directrius de política de Defensa i realitzar el seu seguiment.
- Controlar el desenvolupament del Pla de Diplomàcia de Defensa.
- Conduir i desenvolupar les accions dimanants de les relacions bilaterals amb els estats en matèria de política de Defensa.
- Elaborar les línies generals de desenvolupament de les directrius de política de Defensa per a la participació en organitzacions internacionals de seguretat i defensa.
- Preparar, coordinar, controlar i recolzar l'elaboració dels tractats, acords i convenis internacionals que afectin a la Defensa i realitzar el seu seguiment.
- Elaborar les línies generals de desenvolupament de les directrius de política de Defensa per a la participació d'altres departaments ministerials en la defensa nacional.
- Preparar i gestionar la contribució a l'acció de l'Estat per fer front a situacions de crisis i emergències.
- Coordinar la contribució al planejament civil d'emergència en les organitzacions internacionals.
- Desenvolupar l'actuació en matèria de control d'armament, no proliferació i desarmament.[3]
- Coordinar la participació del Departament en els organismes internacionals de seguretat i defensa.

## Llista de directors generals
- María Elena Gómez Castro (2017-)[4][5]
- Juan Francisco Martínez Núñez (2012-2017)[6]
- Juan Villamía Ugarte (2009-2012)
- Benito Federico Raggio Cachinero (2006-2009)
- Pedro Pitarch Bartolomé (2004-2006)
- Félix Sanz Roldán (2004)
- Rafael Lorenzo Montero (2001-2004)
- Francisco José Torrente Sánchez (1997-2000)
- Víctor Suanzes Pardo (1994-1997)
- Francisco Veguillas Elices (1987-1994)
- Fernando María Nardiz Vial (1985-1986)
- Fausto Escrigas Estrada (1984-1985)